# Estadio Spartak (Nalchik)
El Estadio Spartak (en ruso: Стадион Спартак) es un estadio multiusos de la ciudad de Nalchik, Rusia. El estadio fue inaugurado en 1960 y tiene capacidad para 14 400 espectadores. En el estadio disputa sus partidos como local el Spartak Nalchik.

## Historia
El estadio fue inaugurado en 1960 para la disputa de los partidos del equipo de fútbol de la ciudad, el FC Spartak Nalchik. Desde 1992, el estadio cuenta con un certificado oficial de la Unión del Fútbol de Rusia. El estadio tiene una capacidad para 14 400 espectadores, pero necesitó en 2006 una reestructuración, ordenada por la Liga Premier de Rusia, para mejorar las gradas, instalar equipos de iluminación moderna y pantallas de alta calidad para el videomarcador.